# Funkenlöschung
Die Funkenlöschung bezeichnet in der Elektrotechnik den Vorgang, den beim Öffnen von Stromkreisen entstehenden Schaltlichtbogen oder Schaltfunken zu vermeiden oder schnell zu beenden.
Schaltgeräte erfordern oft konstruktive Besonderheiten und Methoden zur Funkenlöschung, um den Trennvorgang überhaupt zu erreichen, sowie Kontaktverschleiß oder andere Schäden zu vermeiden.

## Grundlage
Beim Öffnen eines Schaltkontaktes oder einer Überstromschutzeinrichtung entsteht ein Schaltfunke oder ein Lichtbogen. Der Lichtbogen ist ein Plasma, das durch Gasionisation entsteht und einen leitfähigen Kanal zwischen den Kontakten bildet. Je höher die durch Stromstärke und Spannung bestimmte Leistung des Bogens, desto mehr Schaden kann er anrichten und desto schwieriger ist er zu löschen. Der Bogen kann Temperaturen von mehreren tausend Grad Celsius erreichen und zur thermischen Zerstörung der Schaltkontakte und von Ausrüstungsteilen im Umfeld führen.
Der Lichtbogen führt zu thermischen Belastungen der Schaltapparate und zu Abbrand an den Kontaktflächen der Schaltkontakte, der die Lebensdauer der Kontakte begrenzt. Deshalb ist es wichtig, den Lichtbogen möglichst schnell zu löschen, um den Energieeintrag in das Schaltgerät und dessen Umgebung möglichst gering zu halten.
Wird ein nach dem Öffnen noch heißer Schaltkontakt wieder geschlossen, so kann das an der Oberfläche des Kontakts noch flüssige Material dazu führen, dass der Kontakt in geschlossener Stellung verschweißt. Der Schalter „klebt“ und lässt sich nicht mehr öffnen.
Bei Wechselstrom können kleine Lichtbögen bei einem Nulldurchgang der Spannung von selbst verlöschen, Gleichstrom-Lichtbögen dagegen verlangen aufgrund des fehlenden Nullspannungsdurchgangs schon bei geringen Stromstärken eine Zwangslöschung.
Die Lichtbogenbildung kann stark vermindert werden, indem die Schaltkontakte in Öl, einer Schutzgasatmospähre aus Schwefelhexafluorid (SF6) oder einer Vakuum-Kammer angeordnet sind. Bei Schmelzsicherungen höherer Leistung wird zum Löschen Sand verwendet.

## Methoden
Die Zwangslöschung von Lichtbögen beruht auf folgenden Techniken:
Lichtbogenverlängerung
Der Lichtbogen kann durch eine künstliche Verlängerung gelöscht werden. Je länger der Lichtbogen, umso größer die Impedanz im Stromkreis, bis sie so groß ist, dass der Strom im Lichtbogen so klein geworden ist, dass die Umgebungsatmosphäre nicht mehr ionisiert werden kann und der Lichtbogen zusammenbricht. Bei Schaltern, die als Schutzvorrichtung dienen, ist es wichtig, dass die Verlängerung des Lichtbogens möglichst schnell erfolgt; denn die dadurch ebenfalls rasch ansteigende Impedanz begrenzt den Strom in der zu schützenden Anlage. Idealerweise erfolgt der Impedanzanstieg so schnell, dass die Anlage ausgeschaltet werden kann, bevor der Kurzschlussstrom der Anlage erreicht ist.
Die Lichtbogenverlängerung kann durch Vorrichtungen bewirkt werden, die den Lichtbogen aus dem Bereich der Schaltkontakte entfernen und dafür sorgen, dass bei der wiederkehrenden Spannung in der Nähe der Schaltkontakte kein ionisierbares Gas mehr vorhanden ist. Eine der einfachsten Methoden ist die Verwendung eines Luftstroms, der das ionisierte Gas mechanisch entfernt. In den Anfängen der Elektrotechnik wurden tatsächlich auch Blasebälge zum Löschen der Lichtbögen genutzt.
Es ist aber auch möglich, mit Hilfe der geometrischen Gestaltung der Schaltkontakte die Richtung des Lichtbogens vorzugeben. Durch Thermik oder ein Magnetfeld kann der Lichtbogen in die Funkenlöschkammer getrieben werden, wo er in die Länge gezogen wird, so dass er erlischt. Das Magnetfeld wird dabei durch Blasmagneten erzeugt.
Lichtbogenkühlung
Durch Kühlung des Lichtbogens wird erreicht, dass dessen Energie nicht mehr ausreicht, die Umgebungsatmosphäre zu ionisieren, sodass der Lichtbogen erlischt.
Lichtbogenunterteilung
Der Lichtbogen wird in mehrere Teillichtbögen aufgeteilt, was den Spannungsabfall innerhalb des Gesamtlichtbogens erhöht und diesen verlöschen lässt.

## Konstruktionsdetails

### Löschung nicht erforderlich
Beim Schalten niedriger Leistungen und/oder rein ohmscher Lasten verlischt der Schaltlichtbogen von selbst.
Lichtbögen bleiben erst ab einem Strom von etwa 0,4 Ampere und Spannungen größer als 14 Volt stabil. Daher sind im 12-Volt-Bordnetz keine Maßnahmen erforderlich.
Schaltfunken bei Wechselspannung löschen bei geringen Leistungen beim nächsten Nulldurchgang von selbst. Daher ist z. B. bei vielen Netzschaltern an Geräten, bei Lichtschaltern und Nockenschaltern an Elektroherden keine Maßnahme zur Funkenlöschung nötig.

### Schutzbeschaltung
Bei induktiven Lasten muss dafür gesorgt werden, dass die in der Last gespeicherte Energie den Abschaltvorgang nicht behindert – der Strom würde typischerweise weiterfließen und einen Lichtbogen zünden. Dies lässt sich durch einen Ausweichpfad für den Strom erreichen, der nicht über die Schaltkontakte führt. Bei Gleichspannung übernimmt diese Funktion beispielsweise eine Freilaufdiode, bei Wechselspannung ein RC-Löschglied.

### Sprungkontakt, Federspeicher
Lichtbögen können gelöscht werden, indem die Schaltkontakte durch eine Feder möglichst schnell voneinander entfernt werden. Dazu dienen z. B. Sprungschalter bzw. Sprungkontakte. Durch das schnelle Auseinanderziehen der Schaltkontakte kann bei Wechselspannung verhindert werden, dass der Lichtbogen nach dem Nulldurchgang erneut zündet – ein Effekt, der typischerweise dann auftritt, wenn die Kontakte beim Nulldurchgang noch nicht genügend weit voneinander entfernt sind.
Der bewegliche Teil des Schaltkontakts kann beim Ausschalten durch eine Feder beschleunigt werden, die bei der Betätigung zunächst gespannt wird, bevor der Trennvorgang beginnt. Solche Mechanismen sind typisch bei Kipp-, Dreh- und Wippschaltern.
Beim Leitungsschutzschalter wird die der schnelleren Trennung dienende Feder beim manuellen Einschalten gespannt.

### Hornableiter

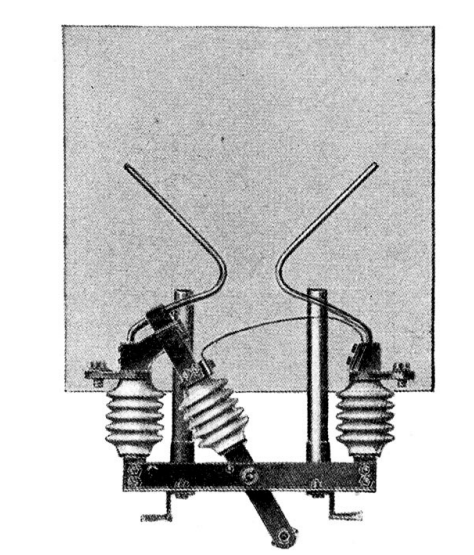
Hörnerschalter, ca. 1902, dargestellt in geschlossener Stellung; beim Öffnen zieht das bewegliche Kontaktstück den Stromfluss zunächst vom Hauptkontakt weg bis zum Hornableiter

Auf Hornableitern ähnlicher einer Jakobsleiter steigt der Lichtbogen durch thermische und magnetische Effekte in die Höhe. Weil die Hörner nach oben auseinanderlaufen, verlängert sich der Lichtbogen, bis er verlöscht. Das Prinzip wird bei selten benutzten Lasttrennern bzw. Masttrennern im Mittelspannungsnetz und im Oberleitungsnetz von Eisen- und Straßenbahnen angewendet.

### Funkenkontakt
Parallelgeschaltete, jedoch später als die Hauptkontakte öffnende Funkenkontakte können den Stromfluss beim Abschalten übernehmen. Sie sind oft mit besonderen Kontaktflächen ausgebildet, die als Fußpunkt des Lichtbogens dienen. Sie können als Hornableiter ausgebildet oder ein Hartgasschalter sein. Bei Gleichstromschaltern sind die Blasspulen in Serie zu den Funkenkontakten geschaltet, so dass sie den Lichtbogen nach dem Öffnen der Hauptkontakte in die Funkenkammer treibt.

### Funkenlöschkammer
Die Funkenlöschkammer hat mehrere Funktionen: Sie verlängert den Lichtbogen durch eingebaute Isolierstoffstege, kühlt den Lichtbogen durch großflächigen Kontakt mit Isolierstoffen oder teilt den Lichtbogen in mehrere kleinere Teillichtbogen auf, die aufgrund der geringen Spannung selbst verlöschen. Funkenlöschkammern werden bei großen Schützen oder Leitungsschutzschaltern im Niederspannungsbereich angewendet, aber auch bei großen Gleichstrom-Schnellschaltern, wie sie in Schienenfahrzeugen eingesetzt werden.
Bei Hartgas-Lasttrennschaltern ist die Funkenlöschkammer aus Materialien gefertigt, die bei Erhitzung Gase freisetzen und so den Lichtbogen kühlen.

### Magnetische Blasung
Bei der magnetischen Blasung wird senkrecht zum Strom durch die Leistungskontakte ein Magnetfeld aufgebaut, das beim Abschalten den Lichtbogen auf die Lichtbogenlaufschienen oder die Funkenlöschkammer treibt. Das Magnetfeld wird durch einen Blasmagneten erzeugt, der entweder ein Dauermagnet oder ein Elektromagnet (eine „Blasspule“) sein kann. Blasspulen werden oft erst während des Ausschaltvorgangs über Funkenkontakte zugeschaltet. Sie funktionieren unabhängig von der Stromrichtung und können somit auch für Wechselstromlichtbögen oder für Gleichstromlichtbögen mit wechselnder Flussrichtung eingesetzt werden, wie sie z. B. bei Schienenfahrzeugen mit Nutzbremse auftreten.

### Druckluftblasung

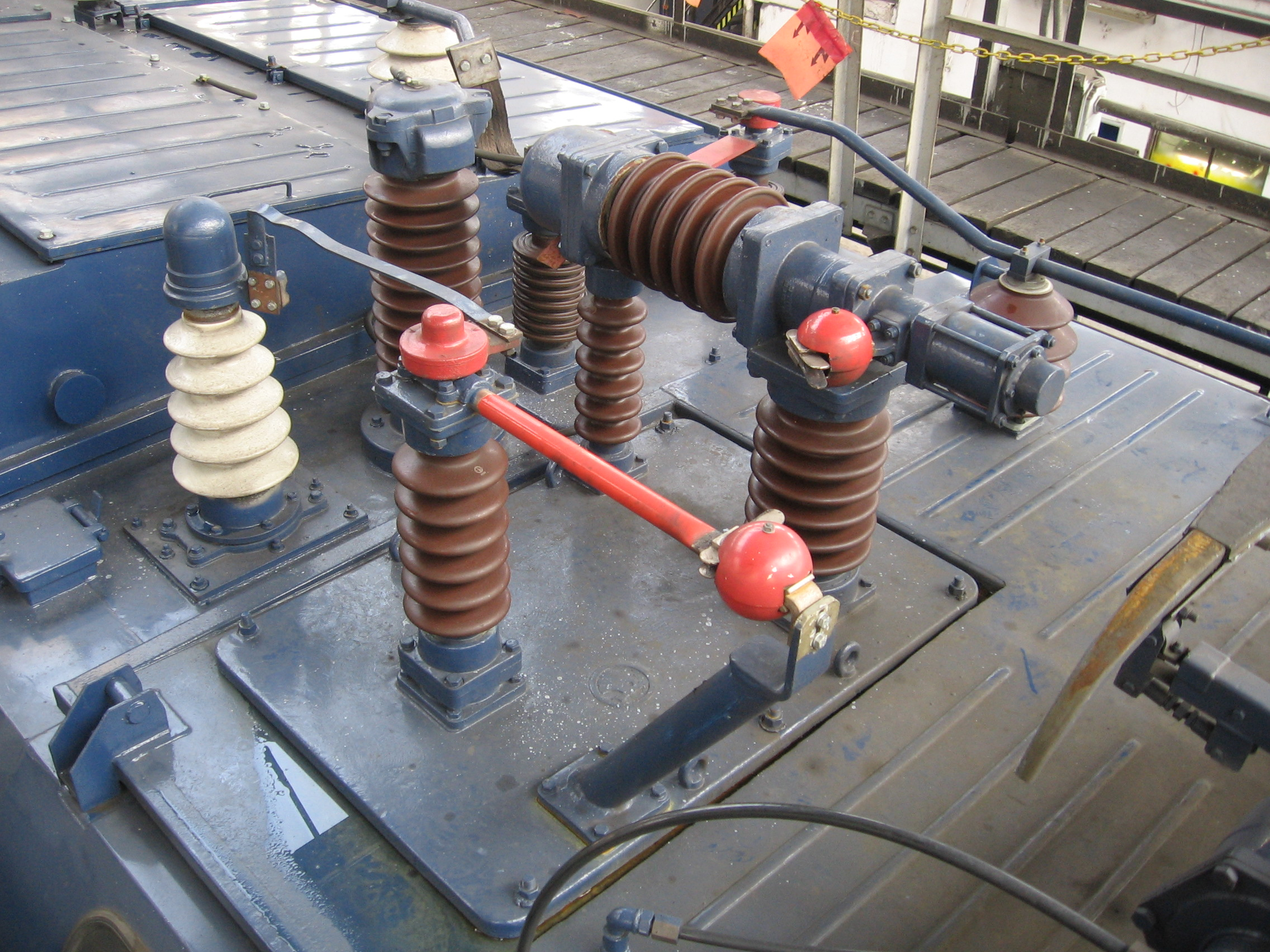
Druckluftschalter auf dem Dach einer tschechischen Lokomotive

Bei der Druckluftblasung wird beim Öffnen der Kontakte der Lichtbogen durch Druckluft von der Unterbrechungsstelle fortgeblasen und gekühlt, sodass er verlöscht. Besondere Vorkehrungen müssen getroffen werden, dass es nicht zu Rückzündungen kommt, wenn der Luftstrom abbricht. Weiter muss darauf geachtet werden, dass der Lichtbogen durch die Blasung nicht an elektrisch leitende Teile der Anlage gelangt und dadurch unerwünschte Erdschlüsse erzeugt. Lästig ist das kurze laute Zischen beim Öffnen.
Lasttrenn- und Leistungsschalter für hohe Spannungen werden mit Druckluftblasung ausgeführt. Die Technik wurde 1897 von AEG erstmals angewandt, ab den 1930er-Jahren durch verschiedene Hersteller industrialisiert und löste Ölschalter in vielen Bereichen ab. Bis in die 1990er-Jahre waren Druckluftschalter auch Stand der Technik als Hauptschalter von Elektrolokomotiven.

### Hochspannungsbereich

Funkenlöschung durch einen Gasstrom beim Öffnungsvorgang in einem Selbstblasschalter.

Löschung des Schaltlichtbogens in einem SF_{6}-Selbstblasschalter

Im Hochspannungsbereich kommen auch gekapselte Schaltanlagen zur Anwendung: Durch die Kapselung der Kontakte werden ionisierbare Gase wie z. B. Luft im Bereich der Kontakte vermieden. Die Kontakte können in Vakuum oder in Schwefelhexafluorid (SF6) angeordnet sein. Sie haben die meisten Ölschalter abgelöst.
Vakuumschalter
Vakuum-Leistungsschalter werden vor allem in Mittelspannungsnetzen bei Spannungen von 5 kV bis 30 kV bei häufigem Schalteinsatz eingesetzt und sind praktisch wartungsfrei. Auch Elektrolokomotiven verwenden ab den 1990er-Jahren Vakuumschalter als Hauptschalter.
Gasisolierte Schaltanlagen
In gasisolierten Schaltanlagen (GIS-Anlagen) wird Schwefelhexafluorid (SF6) verwendet. Wegen seiner sehr reaktionsträgen Eigenschaften und einer gegenüber Luft fast dreimal so hohen Durchschlagsfestigkeit kann SF6 Schaltlichtbögen wirksam löschen. SF6 wird mit hohem Druck eingesetzt, um die Ionisation zu reduzieren, in komplett gekapselten Schaltanlagen wie in Selbstblasschaltern, welche für Spannungen von 6 kV bis zu 1 MV ausgelegt sind.
SF6 ist das stärkste bekannte Treibhausgas. Die bei Produktion und Wartung entweichenden Mengen sind zwar vergleichsweise gering, aber durch ihre hohen Halbwertszeiten beim natürlichen Abbau dennoch relevant.
Ölschalter
Die Löschung des Schaltlichtbogens in Ölschaltern beruht auf dem Effekt, dass ein Teil des Öls im Bereich des Lichtbogen chemisch zersetzt wird. Die Schaltkammer und die Schaltkontakte befinden sich vollständig unter Öl in einem luftdichten Gehäuse. Durch den Lichtbogen wird im Öl Wasserstoffgas bei hohem Gasdruck und mit sehr hoher Wärmeleitfähigkeit gebildet, welches dem Lichtbogen Wärme entzieht und so, neben den elektrisch isolierenden Eigenschaften des Öls, zur Löschung führt. Das Öl muss als Verbrauchsmittel laufend erneuert und die bei den Schaltvorgängen entstehenden Zersetzungsprodukte und Verunreinigungen aus dem Öl entfernt werden. Ölschalter werden durch wartungsfreundlichere und elektrisch leistungsfähigere Vakuum- und SF6-Schalter ersetzt, die seit Mitte der 1970er-Jahre bekannt sind.
Hartgasschalter
Hartgasschalter werden nur als Lasttrennschalter bei Mittelspannung eingesetzt. Der Schaltlichtbogen setzt durch seine hohe Temperatur aus einem Kunststoff („Hartgas“), der ihn umgibt, löschende Gase frei.